# فهرست حاکمان مصر اسلامی
این مقاله فهرست حاکمان مصر پس از اسلام (۶۴۰–۱۲۵۰) و سلطنت ممالیک (۱۲۵۰–۱۵۱۷) است.

## خلافت راشدین (۶۴۰–۶۵۸)
| # | حاکم (امیر)        | حاکم (امیر)          | شروع | پایان | دوره     | خلیفه                          | سرنوشت                                  |
| - | ------------------ | -------------------- | ---- | ----- | -------- | ------------------------------ | --------------------------------------- |
| ۱ | عمرو عاص           | No picture available | ۶۴۰  | ۶۴۶   | 6 years  | عمر بن خطاب و عثمان بن عفان    | Secluded by عثمان بن عفان               |
| ۲ | عبدالله بن ابی سرح | No picture available | ۶۴۶  | ۶۵۶   | 10 years | عثمان بن عفان                  | Overthrown by Muhammad ibn Abi Hudhayfa |
| ۳ | محمد بن ابی حذیفه  | No picture available | ۶۵۶  | ۶۵۷   | 1 year   | عثمان بن عفان و علی بن ابی‌طالب | کشته شده                                |
| ۴ | قیس بن سعد         | No picture available | ۶۵۷  | ۶۵۷   | 6 months | علی بن ابی‌طالب                 | Secluded                                |
| ۵ | مالک اشتر          | No picture available | ۶۵۷  | ۶۵۷   | 1 day    | علی بن ابی‌طالب                 | درگذشت before reaching فسطاط            |
| ۶ | محمد بن ابوبکر     | No picture available | ۶۵۸  | ۶۵۸   | 5 months | علی بن ابی‌طالب                 | کشته شده                                |

## خلافت اموی (۶۵۹–۷۵۰)
تاریخ‌ها برگرفته از ایالات و حاکمان آفریقایی جان استوارت (2005).
| #  | حاکم (والی)                                | شروع          | پایان         | خلیفه                                                        | Comments                                                                      |
| -- | ------------------------------------------ | ------------- | ------------- | ------------------------------------------------------------ | ----------------------------------------------------------------------------- |
| ۱  | عمرو عاص                                   | ژوئیه ۶۵۸     | ژانویه ۶۶۴    | معاویة بن ابی‌سفیان                                           | Conqueror of Egypt. درگذشت in office                                          |
| ۲  | عبدالله بن عمرو بن العاص                   | ژانویه ۶۶۴    | فوریه ۶۶۴     | معاویة بن ابی‌سفیان                                           | -                                                                             |
| ۳  | عتبه بن ابی‌سفیان                           | فوریه ۶۶۴     | ۶۶۵           | معاویة بن ابی‌سفیان                                           | Brother of معاویة بن ابی‌سفیان. درگذشت                                         |
| ۴  | عقبه بن عامر                               | ۶۶۵           | ۲۰ مه ۶۶۷     | معاویة بن ابی‌سفیان                                           | Muleteer of Muhammad. خلع شد                                                  |
| ۵  | مسلمه بن مخلد الانصاری                     | ۲۰ مه ۶۶۷     | ۹ آوریل ۶۸۲   | معاویة بن ابی‌سفیان یزید                                      | رهبر حزب اموی در مصر درگذشت در دفتر                                           |
| ۶  | Muhammad ibn Maslama                       | ۹ آوریل ۶۸۲   | ۱۴ مه ۶۸۲     | یزید                                                         | -                                                                             |
| ۷  | سعید بن یزید بن علقمه الازدی               | ۱۴ مه ۶۸۲     | آوریل ۶۸۴     | یزید معاویه دوم                                              | خلع شد                                                                        |
| ۸  | عبدالرحمن بن عتبه الفهری                   | آوریل ۶۸۴     | ۱۱ فوریه ۶۸۵  | معاویه دوم عبدالملک بن مروان                                 | Appointed by عبدالله بن زبیر                                                  |
| ۹  | عبدالعزیز بن مروان                         | ۱۱ فوریه ۶۸۵  | ۱ ژوئیه ۷۰۳   | عبدالملک بن مروان                                            | درگذشت in office                                                              |
| ۱۰ | عبدالله بن عبدالملک                        | ۱ ژوئیه ۷۰۳   | ۳۰ ژانویه ۷۰۹ | عبدالملک بن مروان ولید بن عبدالملک                           | خلع شد                                                                        |
| ۱۱ | قره بن شریک العبسی                         | ۳۰ ژانویه ۷۰۹ | ۱۴ نوامبر ۷۱۴ | ولید بن عبدالملک                                             | درگذشت in office                                                              |
| ۱۲ | عبدالملک بن رفاعه                          | ۱۴ نوامبر ۷۱۴ | نوامبر ۷۱۷    | ولید بن عبدالملک سلیمان بن عبدالملک عمر بن عبدالعزیز         | خلع شد                                                                        |
| ۱۳ | ایوب بن شرحبیل                             | نوامبر ۷۱۷    | ۱ آوریل ۷۲۰   | عمر بن عبدالعزیز یزید دوم                                    | -                                                                             |
| ۱۴ | بشر بن صفوان الکلبی                        | ۱ آوریل ۷۲۰   | مه ۷۲۱        | یزید دوم                                                     | Became the governor of افریقیه                                                |
| ۱۵ | حنظله بن صفوان الکلبی                      | مه ۷۲۱        | ۷۲۴           | یزید دوم هشام بن عبدالملک                                    | خلع شد                                                                        |
| ۱۶ | محمد بن عبدالملک ابن مروان                 | ۷۲۴           | ۲ مه ۷۲۴      | هشام بن عبدالملک                                             | کناره‌گیری کرد after witnessing an epidemic                                    |
| ۱۷ | الحر بن یوسف                               | ۲ مه ۷۲۴      | ۲۷ آوریل ۷۲۷  | هشام بن عبدالملک                                             | خلع شد. Egypt under the de facto rule of Ubayd Allah ibn al-Habhab.           |
| ۱۸ | حفص بن الولید بن یوسف الحضرمی              | ۲۷ آوریل ۷۲۷  | ۱۶ مه ۷۲۷     | هشام بن عبدالملک                                             | خلع شد. Egypt under the de facto rule of Ubayd Allah ibn al-Habhab.           |
| -  | عبدالملک بن رفاعه (دومین دوره)             | ۱۶ مه ۷۲۷     | ۳۰ مه ۷۲۷     | هشام بن عبدالملک                                             | درگذشت in office. Egypt under the de facto rule of Ubayd Allah ibn al-Habhab. |
| ۱۹ | الولید بن رفاعه الفهمی                     | ۳۰ مه ۷۲۷     | ژوئیه ۷۳۵     | هشام بن عبدالملک                                             | درگذشت in office. Egypt under the de facto rule of Ubayd Allah ibn al-Habhab. |
| ۲۰ | عبدالرحمان بن خالد الفهمی                  | ژوئیه ۷۳۵     | ۱۲ ژانویه ۷۳۷ | هشام بن عبدالملک                                             | خلع شد                                                                        |
| -  | حنظله بن صفوان الکلبی (دومین دوره)         | ۱۲ ژانویه ۷۳۷ | ۲ ژوئیه ۷۴۲   | هشام بن عبدالملک                                             | Became the Wali of Africa                                                     |
| ۲۱ | حفص بن الولید بن یوسف الحضرمی              | ۲ ژوئیه ۷۴۲   | ۲۱ مارس ۷۴۵   | هشام بن عبدالملک ولید دوم یزید سوم ابراهیم بن ولید مروان دوم | کناره‌گیری کرد                                                                 |
| ۲۲ | حسان بن عتاهیه                             | ۲۱ مارس ۷۴۵   | ۷ آوریل ۷۴۵   | مروان دوم                                                    | Ran away after opposition by the Hafsiya                                      |
| -  | حفص بن الولید بن یوسف الحضرمی (دومین دوره) | ۷ آوریل ۷۴۵   | ۴ اکتبر ۷۴۵   | مروان دوم                                                    | Installed by the Hafsiya, surrendered to his successor without a fight        |
| ۲۳ | حوثره بن سهیل                              | ۴ اکتبر ۷۴۵   | ۱۹ مارس ۷۴۹   | مروان دوم                                                    | خلع شد                                                                        |
| ۲۴ | المغیره بن عبیدالله الفزاری                | ۱۹ مارس ۷۴۹   | مارس ۷۵۰      | مروان دوم                                                    | درگذشت                                                                        |
| ۲۵ | عبدالملک بن مروان بن موسی بن نصیر          | مارس ۷۵۰      | ۹ اوت ۷۵۰     | مروان دوم                                                    | خلع شد by the خلافت عباسی                                                     |

## خلافت عباسی (۷۵۰–۹۶۹)

### اولین دوره خلافت عباسی (۷۵۰–۸۶۸)
Dates taken from John Stewart's African States and Rulers (2005).
| #  | Governor (والی except where noted)                                        | شروع           | پایان          | خلیفه                   | Fate                                                       |
| -- | ------------------------------------------------------------------------- | -------------- | -------------- | ----------------------- | ---------------------------------------------------------- |
| ۱  | صالح بن علی                                                               | ۹ اوت ۷۵۰      | ۲ آوریل ۷۵۱    | سفاح                    | Became the wali of فلسطین                                  |
| ۲  | عبدالملک بن یزید                                                          | ۲ آوریل ۷۵۱    | ۲۷ اکتبر ۷۵۳   | سفاح                    | Ran away after an epidemic                                 |
| -  | صالح بن علی (دومین دوره)                                                  | ۲۷ اکتبر ۷۵۳   | ۲۱ فوریه ۷۵۵   | سفاح منصور              | خلع شد                                                     |
| -  | عبدالملک بن یزید (دومین دوره)                                             | ۲۱ فوریه ۷۵۵   | ۲۶ اوت ۷۵۸     | منصور مهدی              | خلع شد                                                     |
| ۳  | موسی بن کعب التمیمی                                                       | ۲۶ اوت ۷۵۸     | ۲۸ آوریل ۷۵۹   | مهدی                    | درگذشت                                                     |
| ۴  | محمد بن الاشعث الخزاعی                                                    | ۲۸ آوریل ۷۵۹   | ۱۸ دسامبر ۷۶۰  | مهدی                    | خلع شد                                                     |
| ۵  | حمید بن قحطبه طایی                                                        | ۱۸ دسامبر ۷۶۰  | ۱۴ فوریه ۷۶۲   | مهدی                    | خلع شد                                                     |
| ۶  | یزید بن حاتم المهلبی                                                      | ۱۴ فوریه ۷۶۲   | ۳۰ آوریل ۷۶۹   | مهدی                    | خلع شد                                                     |
| ۷  | عبدالله بن عبدالرحمان بن معاویه بن حدیج                                   | ۳۰ آوریل ۷۶۹   | فوریه ۷۷۲      | مهدی                    | درگذشت                                                     |
| ۸  | محمد بن عبدالرحمان بن معاویه بن حدیج                                      | فوریه ۷۷۲      | ۱۸ سپتامبر ۷۷۲ | مهدی                    | درگذشت                                                     |
| ۹  | موسی بن علی بن رباح                                                       | ۱۸ سپتامبر ۷۷۲ | ۱۴ سپتامبر ۷۷۸ | مهدی                    | خلع شد                                                     |
| ۱۰ | عیسی بن لقمان                                                             | ۱۴ سپتامبر ۷۷۸ | ۱۸ مارس ۷۷۹    | مهدی                    | خلع شد                                                     |
| ۱۱ | Wadih al-Maskin                                                           | ۱۸ مارس ۷۷۹    | ۱ ژوئن ۷۷۹     | مهدی                    | خلع شد                                                     |
| ۱۲ | منصور بن یزید                                                             | ۱ ژوئن ۷۷۹     | اوت ۷۷۹        | مهدی                    | خلع شد                                                     |
| ۱۳ | یحیی بن سعید الحرشی                                                       | اوت ۷۷۹        | ۱۵ سپتامبر ۷۸۰ | مهدی                    | خلع شد                                                     |
| ۱۴ | سالم بن سواده                                                             | ۱۵ سپتامبر ۷۸۰ | ۶ سپتامبر ۷۸۱  | مهدی                    | خلع شد                                                     |
| ۱۵ | ابراهیم بن صالح                                                           | ۶ سپتامبر ۷۸۱  | ۱ ژوئیه ۷۸۴    | مهدی                    | خلع شد                                                     |
| ۱۶ | موسی بن مصعب                                                              | ۱ ژوئیه ۷۸۴    | ۱۰ ژوئیه ۷۸۵   | مهدی                    | کشته شده                                                   |
| ۱۷ | عسامه بن عمرو                                                             | ۱۰ ژوئیه ۷۸۵   | ۱۱ اوت ۷۸۵     | مهدی هادی               | خلع شد                                                     |
| ۱۸ | الفضل بن صالح                                                             | ۱۱ اوت ۷۸۵     | آوریل ۷۸۶      | هادی                    | خلع شد                                                     |
| ۱۹ | علی بن سلیمان                                                             | آوریل ۷۸۶      | ۱۵ سپتامبر ۷۸۷ | هادی هارون الرشید       | خلع شد by the new خلافت عباسی wali                         |
| ۲۰ | موسی بن عیسی بن موسی                                                      | ۱۵ سپتامبر ۷۸۷ | ۱۵ فوریه ۷۸۹   | هارون الرشید            | خلع شد                                                     |
| ۲۱ | مسلمه بن یحیی                                                             | ۱۵ فوریه ۷۸۹   | ۲۸ دسامبر ۷۸۹  | هارون الرشید            | خلع شد                                                     |
| ۲۲ | محمد بن زهیر الازدی                                                       | ۲۸ دسامبر ۷۸۹  | ۲ ژوئن ۷۹۰     | هارون الرشید            | خلع شد                                                     |
| ۲۳ | داوود بن یزید بن حاتم المهلبی                                             | ۲ ژوئن ۷۹۰     | ۱۵ ژوئن ۷۹۱    | هارون الرشید            | خلع شد                                                     |
| -  | موسی بن عیسی بن موسی (دومین دوره)                                         | ۱۵ ژوئن ۷۹۱    | ژوئن ۷۹۲       | هارون الرشید            | خلع شد                                                     |
| ۲۴ | ابراهیم بن صالح                                                           | ژوئن ۷۹۲       | ۱ ژانویه ۷۹۳   | هارون الرشید            | درگذشت                                                     |
| ۲۵ | عبدالله بن المسیب بن زهیر                                                 | ۱ ژانویه ۷۹۳   | ۱۲ اکتبر ۷۹۳   | هارون الرشید            | خلع شد                                                     |
| ۲۶ | اسحاق بن سلیمان                                                           | ۱۲ اکتبر ۷۹۳   | ۱ نوامبر ۷۹۴   | هارون الرشید            | خلع شد                                                     |
| ۲۷ | هرثمه بن اعین                                                             | ۱ نوامبر ۷۹۴   | ۹ ژانویه ۷۹۵   | هارون الرشید            | Became the wali of افریقیه                                 |
| ۲۸ | عبدالملک بن صالح                                                          | ۹ ژانویه ۷۹۵   | ۲۷ مارس ۷۹۶    | هارون الرشید            | خلع شد                                                     |
| -  | عبدالله بن المسیب بن زهیر (دومین دوره) (Deputy to Abd al-Malik ibn Salih) | ۷۹۵            | ۷۹۵            | هارون الرشید            | -                                                          |
| ۲۹ | عبیدالله بن المهدی                                                        | ۲۷ مارس ۷۹۶    | ۲ نوامبر ۷۹۶   | هارون الرشید            | خلع شد                                                     |
| -  | موسی بن عیسی بن موسی (سومین دوره)                                         | ۲ نوامبر ۷۹۶   | ۱۷ اوت ۷۹۷     | هارون الرشید            | خلع شد                                                     |
| -  | عبیدالله بن المهدی (دومین دوره)                                           | ۱۷ اوت ۷۹۷     | ۲ نوامبر ۷۹۷   | هارون الرشید            | خلع شد                                                     |
| ۳۰ | اسماعیل بن صالح                                                           | ۲ نوامبر ۷۹۷   | ۴ اوت ۷۹۸      | هارون الرشید            | خلع شد                                                     |
| ۳۱ | اسماعیل بن عیسی                                                           | ۴ اوت ۷۹۸      | ۱۰ دسامبر ۷۹۸  | هارون الرشید            | خلع شد                                                     |
| ۳۲ | اللیث بن الفضل                                                            | ۱۰ دسامبر ۷۹۸  | ۲۱ ژوئن ۸۰۳    | هارون الرشید            | خلع شد                                                     |
| ۳۳ | احمد بن اسماعیل                                                           | ۲۱ ژوئن ۸۰۳    | ۱۵ سپتامبر ۸۰۵ | هارون الرشید            | خلع شد                                                     |
| ۳۴ | عبدالله بن محمد بن ابراهیم الزینبی                                        | ۱۵ سپتامبر ۸۰۵ | ۳۰ ژوئیه ۸۰۶   | هارون الرشید            | خلع شد                                                     |
| ۳۵ | الحسین بن جمیل                                                            | ۳۰ ژوئیه ۸۰۶   | ۲۴ فوریه ۸۰۸   | هارون الرشید            | خلع شد                                                     |
| ۳۶ | مالک بن دلهم                                                              | ۲۴ فوریه ۸۰۸   | ۲۵ دسامبر ۸۰۸  | هارون الرشید            | خلع شد                                                     |
| ۳۷ | الحسن بن التختاخ                                                          | ۲۵ دسامبر ۸۰۸  | ۱۱ ژوئیه ۸۱۰   | هارون الرشید امین       | خلع شد                                                     |
| ۳۸ | حاتم بن هرثمه                                                             | ۱۱ ژوئیه ۸۱۰   | ۲۵ مارس ۸۱۱    | امین                    | خلع شد                                                     |
| ۳۹ | جابر بن الاشعث                                                            | ۲۵ مارس ۸۱۱    | ۲۵ مارس ۸۱۲    | امین                    | Beaten off from مصر                                        |
| ۴۰ | عباد بن محمد بن حیان                                                      | ۲۵ مارس ۸۱۲    | ۱۳ نوامبر ۸۱۳  | امین مأمون              | خلع شد                                                     |
| ۴۱ | مطلب بن عبدالله بن مالک                                                   | ۱۳ نوامبر ۸۱۳  | ۲۱ ژوئن ۸۱۴    | مأمون                   | خلع شد                                                     |
| ۴۲ | العباس بن موسی                                                            | ۲۱ ژوئن ۸۱۴    | ۴ سپتامبر ۸۱۴  | مأمون                   | -                                                          |
| -  | مطلب بن عبدالله بن مالک (دومین دوره)                                      | ۴ سپتامبر ۸۱۴  | ۳ آوریل ۸۱۵    | مأمون                   | Beaten off from مصر                                        |
| ۴۳ | السری بن الحکم                                                            | ۳ آوریل ۸۱۵    | ۳۰ سپتامبر ۸۱۶ | مأمون                   | Soldiers revolted against him                              |
| ۴۴ | سلیمان بن غالب                                                            | ۳۰ سپتامبر ۸۱۶ | ۲۸ فوریه ۸۱۷   | مأمون                   | Soldiers revolted against him                              |
| -  | السری بن الحکم (دومین دوره)                                               | ۲۸ فوریه ۸۱۷   | ۱۰ دسامبر ۸۲۰  | مأمون                   | -                                                          |
| ۴۵ | ابونصر بن السری                                                           | ۱۰ دسامبر ۸۲۰  | ۷ ژانویه ۸۲۲   | مأمون                   | -                                                          |
| ۴۶ | خالد بن یزید شیبانی                                                       | 822            | 822            | مأمون                   | -                                                          |
| ۴۷ | عبیدالله بن السری                                                         | ۸۲۲            | ۱۷ آوریل ۸۲۶   | مأمون                   | خلع شد by the new wali                                     |
| ۴۸ | عبدالله بن طاهر                                                           | ۱۷ آوریل ۸۲۶   | دسامبر ۸۲۸     | مأمون                   | Departed for عراق                                          |
| ?  | unknown                                                                   | دسامبر ۸۲۸     | ۲۱ ژانویه ۸۲۹  | مأمون                   | Acting governor                                            |
| ۴۹ | عیسی بن یزید الجلودی                                                      | ۲۱ ژانویه ۸۲۹  | ۲۷ ژانویه ۸۲۹  | مأمون                   | خلع شد                                                     |
| ۵۰ | عمیر بن الولید                                                            | ۲۷ ژانویه ۸۲۹  | ۲۸ آوریل ۸۲۹   | مأمون                   | Appointed by معتصم، کشته شده in an anti-taxation rebellion |
| ?  | unknown                                                                   | ۲۸ آوریل ۸۲۹   | ژوئن ۸۲۹       | مأمون                   | Acting governor                                            |
| -  | عیسی بن یزید الجلودی (دومین دوره)                                         | ژوئن ۸۲۹       | ۸۳۰            | مأمون                   | خلع شد                                                     |
| ۵۱ | Abu Ishaq Muhammad ibn Hārūn (future Abbasid caliph معتصم)                | ۸۳۰            | ۲۸ فوریه ۸۳۰   | مأمون                   | -                                                          |
| ۵۲ | عبدویه بن جبله                                                            | ۲۸ فوریه ۸۳۰   | ۱۸ فوریه ۸۳۱   | مأمون                   | خلع شد                                                     |
| ۵۳ | عیسی بن منصور                                                             | ۱۸ فوریه ۸۳۱   | ۸۳۲            | مأمون                   | خلع شد                                                     |
| ۵۴ | مأمون (Caliph of the خلافت عباسی)                                         | ۸۳۲            | مارس ۸۳۲       | مأمون                   | -                                                          |
| ۵۵ | کیدر بن عبدالله                                                           | مارس ۸۳۲       | ژوئن ۸۳۴       | مأمون معتصم             | درگذشت                                                     |
| ۵۶ | مظفر بن کیدر                                                              | ژوئن ۸۳۴       | ۹ سپتامبر ۸۳۴  | معتصم                   | خلع شد                                                     |
| ۵۷ | موسی بن ابی العباس                                                        | ۹ سپتامبر ۸۳۴  | ۱۲ فوریه ۸۳۹   | معتصم                   | -                                                          |
| ۵۸ | مالک بن کیدر                                                              | ۱۲ فوریه ۸۳۹   | ۵ فوریه ۸۴۱    | معتصم                   | خلع شد                                                     |
| ۵۹ | علی بن یحیی الارمنی                                                       | ۵ فوریه ۸۴۱    | ۶ اکتبر ۸۴۳    | معتصم واثق              | خلع شد                                                     |
| ۶۰ | عیسی بن منصور                                                             | ۶ اکتبر ۸۴۳    | دسامبر ۸۴۷     | واثق متوکل              | خلع شد                                                     |
| ?  | unknown                                                                   | دسامبر ۸۴۷     | ۱۵ فوریه ۸۴۸   | متوکل                   | Acting governor                                            |
| ۶۱ | هرثمه بن النضر                                                            | ۱۵ فوریه ۸۴۸   | ۳ آوریل ۸۴۹    | متوکل                   | درگذشت                                                     |
| ۶۲ | حاتم بن هرثمه بن النضر                                                    | ۳ آوریل ۸۴۹    | ۳ مه ۸۴۹       | متوکل                   | خلع شد                                                     |
| -  | علی بن یحیی الارمنی (دومین دوره)                                          | ۳ مه ۸۴۹       | ۲۷ مه ۸۵۰      | متوکل                   | خلع شد                                                     |
| ۶۳ | اسحاق بن یحیی                                                             | ۲۷ مه ۸۵۰      | ۲۷ مه ۸۵۱      | متوکل                   | خلع شد                                                     |
| ۶۴ | خوط عبدالواحد بن یحیی                                                     | ۲۷ مه ۸۵۱      | ۲۴ سپتامبر ۸۵۲ | متوکل                   | خلع شد                                                     |
| ۶۵ | عنبسه بن اسحاق                                                            | ۲۴ سپتامبر ۸۵۲ | ۲۲ نوامبر ۸۵۶  | متوکل                   | خلع شد                                                     |
| ۶۶ | یزید بن عبدالله بن دینار                                                  | ۲۲ نوامبر ۸۵۶  | ۱۳ مارس ۸۶۷    | متوکل منتصر مستعین معتز | خلع شد                                                     |
| ۶۷ | مزاحم بن خاقان                                                            | ۱۳ مارس ۸۶۷    | ۷ آوریل ۸۶۸    | معتز                    | درگذشت                                                     |
| ۶۸ | احمد بن مزاحم بن خاقان                                                    | ۷ آوریل ۸۶۸    | ژوئن ۸۶۸       | معتز                    | درگذشت                                                     |
| ۶۹ | ازجور الترکی                                                              | ژوئن ۸۶۸       | ۱۵ سپتامبر ۸۶۸ | معتز                    | خلع شد                                                     |

### امیران خودمختار طولونیان (۸۶۸–۹۰۵)
Dates taken from John Stewart's African States and Rulers (2005).
| # | Emir                      | شروع           | پایان          | سرنوشت                                                                                        |
| - | ------------------------- | -------------- | -------------- | --------------------------------------------------------------------------------------------- |
| ۱ | احمد بن طولون             | ۱۵ سپتامبر ۸۶۸ | ۲۰ مه ۸۸۴      | - Governor during معتز و مهتدی. He became autonomous during معتمد's reign. - درگذشت in office |
| ۲ | خمارویه                   | ۲۰ مه ۸۸۴      | 18 January 896 | به قتل رسید                                                                                   |
| ۳ | ابوالعساکر جیش بن خمارویه | ۱۸ ژانویه ۸۹۶  | ۲۶ ژوئیه ۸۹۶   | خلع شد then درگذشت in jail in November 896                                                    |
| ۴ | هارون بن خمارویه          | ۲۶ ژوئیه ۸۹۶   | ۳۰ دسامبر ۹۰۴  | به قتل رسید                                                                                   |
| ۵ | شیبان بن احمد بن طولون    | ۳۰ دسامبر ۹۰۴  | ۱۰ ژانویه ۹۰۵  | Surrendered to the Abbasids during مکتفی's reign                                              |

### دومین دوره خلافت عباسی (۹۰۵–۹۳۵)
Dates taken from John Stewart's African States and Rulers (2005).
| #  | حاکم (امیر)                                       | شروع           | پایان          | خلیفه                                               | سرنوشت               |
| -- | ------------------------------------------------- | -------------- | -------------- | --------------------------------------------------- | -------------------- |
| ۱  | عیسی النوشری                                      | اوت ۹۰۵        | سپتامبر ۹۰۵    | مکتفی                                               | خلع شد               |
| ۲  | Muhammad al-Khalangi (Usurper)                    | سپتامبر ۹۰۵    | مه ۹۰۶         | مکتفی                                               | -                    |
| -  | عیسی النوشری (دومین دوره)                         | مه ۹۰۶         | ۹ مه ۹۱۰       | مکتفی مقتدر                                         | درگذشت               |
| ۳  | Abu'l Abbas                                       | ۱۳ ژوئن ۹۱۰    | ۲۳ ژوئن ۹۱۰    | مقتدر                                               | -                    |
| ۴  | تکین الخزری                                       | ۲۳ ژوئن ۹۱۰    | ۲۷ اوت ۹۱۵     | مقتدر                                               | خلع شد               |
| ۵  | ذکا الرومی                                        | ۲۷ اوت ۹۱۵     | ۸ اوت ۹۱۹      | مقتدر                                               | درگذشت               |
| -  | تکین الخزری (دومین دوره)                          | ۸ اوت ۹۱۹      | ۲۲ ژوئیه ۹۲۱   | مقتدر                                               | خلع شد               |
| ۶  | Mahmun ibn Hamal                                  | ۲۲ ژوئیه ۹۲۱   | ۲۵ ژوئیه ۹۲۱   | مقتدر                                               | -                    |
| -  | تکین الخزری (سومین دوره)                          | ۲۵ ژوئیه ۹۲۱   | ۱۴ اوت ۹۲۱     | مقتدر                                               | خلع شد               |
| ۷  | Abu'l-Hasan Hilal ibn Badr                        | ۱۴ اوت ۹۲۱     | ۱۷ اوت ۹۲۳     | مقتدر                                               | خلع شد               |
| ۸  | احمد بن کیغلغ                                     | ۱۷ اوت ۹۲۳     | ۱۲ فوریه ۹۲۴   | مقتدر                                               | خلع شد               |
| -  | تکین الخزری (Fourth Term)                         | ۱۲ فوریه ۹۲۴   | ۱۶ مارس ۹۳۳    | مقتدر قاهر مقتدر (Second Reign) قاهر (Second Reign) | درگذشت               |
| ۹  | Muhammad ibn Takin                                | ۱۶ مارس ۹۳۳    | ۳۰ سپتامبر ۹۳۳ | قاهر                                                | خلع شد               |
| ۱۰ | محمد بن طغج الاخشید (Later Emir of Egypt 935-946) | ۹۳۳            | ۹۳۳            | قاهر                                                | Did not take office. |
| -  | احمد بن کیغلغ (دومین دوره)                        | ۳۰ سپتامبر ۹۳۳ | ۹۳۴            | قاهر راضی                                           | خلع شد               |
| -  | Muhammad ibn Takin (دومین دوره)                   | ۹۳۴            | ۲ سپتامبر ۹۳۵  | راضی                                                | -                    |

### امیران خودمختار آل اخشید (۹۳۵–۹۶۹)
Dates taken from John Stewart's African States and Rulers (2005).
| # | حاکم (امیر)                                              | حاکم (امیر) | شروع          | پایان         | سرنوشت                                                                                  |
| - | -------------------------------------------------------- | ----------- | ------------- | ------------- | --------------------------------------------------------------------------------------- |
| ۱ | محمد بن طغج الاخشید                                      |             | ۲ سپتامبر ۹۳۵ | ۲۴ ژوئیه ۹۴۶  | - Appointed by caliph راضی، became autonomous after Al-Radi's death. - درگذشت in office |
| ۲ | ابوالقاسم اونجور بن اخشید                                |             | ۲۴ ژوئیه ۹۴۶  | ۲۹ دسامبر ۹۶۰ | درگذشت                                                                                  |
| ۳ | ابوالحسن علی بن اخشید                                    |             | ۱ ژانویه ۹۶۱  | ۷ فوریه ۹۶۵   | درگذشت                                                                                  |
| ۴ | کافور ابوالمسک (Vizier of Egypt from 946 to ۸ فوریه ۹۶۵) |             | ۸ فوریه ۹۶۵   | ۲۳ آوریل ۹۶۸  | درگذشت                                                                                  |
| ۵ | ابوالفوارس احمد بن علی                                   |             | ۲۳ آوریل ۹۶۸  | ۵ اوت ۹۶۹     | Deposed by the Fatimid conquest                                                         |

## خلافت فاطمیان (۹۶۹–۱۱۷۱)
Dates for Caliphs taken from John Stewart's African States and Rulers (2005).
| #  | حاکم | حاکم                                                      | شروع           | پایان           | عنوان                                                 | سرنوشت |
| -- | ---- | --------------------------------------------------------- | -------------- | --------------- | ----------------------------------------------------- | --- |
| ۱  |      | جوهر صقلی                                                 | ۵ اوت ۹۶۹      | ژوئن ۹۷۳        | Viceroy                                               | Led the Fatimid conquest of Egypt and governed the country until the arrival of Caliph al-Mu'izz from افریقیه. Constructed a new capital at قاهره. |
| ۲  |      | معز لدین‌الله                                              | ژوئن ۹۷۳       | ۱۰ دسامبر ۹۷۵   | خلیفه                                                 | درگذشت |
| ۳  |      | ابومنصور نزار العزیزبالله                                 | ۱۰ دسامبر ۹۷۵  | ۱۴ اکتبر ۹۹۶    | خلیفه                                                 | درگذشت |
| ۴  |      | حاکم بأمرالله                                             | ۱۴ اکتبر ۹۹۶   | ۱۳ فوریه ۱۰۲۱   | خلیفه                                                 | Disappeared (ترور شد؟) |
| -  |      | Barjawan                                                  | اکتبر ۹۹۷      | مارس ۱۰۰۰       | de facto Regent                                       | ترور شد |
| ۵  |      | علی ظاهر                                                  | ۱۳ فوریه ۱۰۲۱  | ۱۳ ژوئن ۱۰۳۶    | خلیفه                                                 | - |
| -  |      | Sitt al-Mulk                                              | ۱۳ فوریه ۱۰۲۱  | ۵ فوریه ۱۰۲۳    | Regent                                                | درگذشت |
| ۶  |      | معاذ مستنصر                                               | ۱۳ ژوئن ۱۰۳۶   | ۲۹ دسامبر ۱۰۹۴  | خلیفه                                                 | - |
| -  |      | Ali ibn Ahmad al-Jarjara'i                                | ۱۰۳۶           | ۲۷ مارس ۱۰۴۵    | Vizier and de facto Regent                            | |
| -  |      | Rasad                                                     | ۲۷ مارس ۱۰۴۵   | ۱۰۶۲            | de facto Regent                                       | Stripped of property after defeat by the Turks |
| ۷  |      | احمد مستعلی                                               | ۳۱ دسامبر ۱۰۹۴ | ۸ دسامبر ۱۱۰۱   | خلیفه                                                 | - |
| ۸  |      | منصور الآمر باحکام‌الله                                    | ۸ دسامبر ۱۱۰۱  | ۱۷ اکتبر ۱۱۳۰   | خلیفه                                                 | کشته شده |
| -  |      | الحافظ لدین‌الله (Later ruled as Caliph from 1132 to 1149) | ۱۱۳۰           | ۱۱۳۰            | Regent                                                | Overthrown by Kutayfat |
| -  |      | Kutayfat                                                  | ۱۱۳۰           | ۱۱۳۱            | Vizier, de facto military dictator                    | کشته شده |
| ۹  |      | الحافظ لدین‌الله                                           | ۱۱۳۱           | اکتبر ۱۱۴۹      | خلیفه (officially in 1132, de jure regent since 1131) | - |
| ۱۰ |      | Al-Zafir                                                  | اکتبر ۱۱۴۹     | ۱۶ آوریل ۱۱۵۴   | خلیفه                                                 | کشته شده |
| ۱۱ |      | Al-Fa'iz bi-Nasr Allah                                    | ۱۶ آوریل ۱۱۵۴  | ۲۳ ژوئیه ۱۱۶۰   | خلیفه                                                 | درگذشت |
| -  |      | طلائع بن رزیک                                             | ۱۶ آوریل ۱۱۵۴  | ۱۰ سپتامبر ۱۱۶۱ | Regent                                                | ترور شد |
| ۱۲ |      | العاضدلدین الله                                           | ۲۳ ژوئیه ۱۱۶۰  | ۱۰ سپتامبر ۱۱۷۱ | خلیفه                                                 | خلع شد by صلاح‌الدین ایوبی |

## ایوبیان (۱۱۷۱–۱۲۵۲)
Dates taken from John Stewart's African States and Rulers (2005).
| # | حاکم                    | حاکم                 | شروع            | پایان          | عنوان               | سرنوشت                 |
| - | ----------------------- | -------------------- | --------------- | -------------- | ------------------- | ---------------------- |
| ۱ | صلاح‌الدین ایوبی         |                      | ۱۰ سپتامبر ۱۱۷۱ | ۴ مارس ۱۱۹۳    | سلطان               | درگذشت                 |
| ۲ | العزیز عثمان            | No picture available | ۴ مارس ۱۱۹۳     | ۲۹ نوامبر ۱۱۹۸ | سلطان               | درگذشت                 |
| ۳ | المنصور ناصر الدین محمد | No picture available | ۲۹ نوامبر ۱۱۹۸  | فوریه ۱۲۰۰     | سلطان               | -                      |
| ۴ | العادل یکم              | No picture available | فوریه ۱۲۰۰      | ۳۱ اوت ۱۲۱۸    | سلطان               | درگذشت                 |
| ۵ | الکامل محمد بن عادل     |                      | ۲ سپتامبر ۱۲۱۸  | ۸ مارس ۱۲۳۸    | سلطان               | درگذشت                 |
| ۶ | العادل دوم              | No picture available | ۸ مارس ۱۲۳۸     | ۳۱ مه ۱۲۴۰     | سلطان               | -                      |
| ۷ | الصالح ایوب             | No picture available | ۱ ژوئن ۱۲۴۰     | ۲۱ نوامبر ۱۲۴۹ | سلطان               | درگذشت                 |
| - | شجر الدر                |                      | ۲۱ نوامبر ۱۲۴۹  | ۲۷ فوریه ۱۲۵۰  | Regent              | -                      |
| ۸ | المعظم توران‌شاه         |                      | ۲۷ فوریه ۱۲۵۰   | ۲ مه ۱۲۵۰      | سلطان               | ترور شد by the Mamluks |
| ۹ | الاشرف موسی، سلطان مصر  | No picture available | ۱۲۵۰            | ۱۲۵۴           | Co-سلطان with Aybak | خلع شد / custody       |

## سلطنت ممالیک (۱۲۵۰–۱۵۱۷)

### ممالیک بحری(۱۲۵۰–۱۳۸۲, ۱۳۸۹–۱۳۹۰)
Dates taken from John Stewart's African States and Rulers (2005), unless otherwise stated.
| #                            | نام                                                         | تصویر                                     | شروع              | پایان             | عنوان | سرنوشت                      |
| ---------------------------- | ----------------------------------------------------------- | ----------------------------------------- | ----------------- | ----------------- | ----- | --------------------------- |
| ۱                            | شجر الدر                                                    |                                           | ۲ مه ۱۲۵۰         | ۳۱ ژوئیه ۱۲۵۰     | سلطان | Abdicated to Aybak          |
| ۲                            | عزالدین آیبک                                                |                                           | ۳۱ ژوئیه ۱۲۵۰     | ۱۰ آوریل ۱۲۵۷     | سلطان | ترور شد by شجر الدر         |
| ۳                            | المنصور علی                                                 |                                           | ۱۵ آوریل ۱۲۵۷     | نوامبر ۱۲۵۹       | سلطان | خلع شد by Seif al-Din       |
| ۴                            | سیف‌الدین قطز                                                |                                           | نوامبر ۱۲۵۹       | ۲۴ اکتبر ۱۲۶۰     | سلطان | ترور شد by بیبرس            |
| ۵                            | بیبرس                                                       |                                           | ۲۴ اکتبر ۱۲۶۰     | ۱ ژوئیه ۱۲۷۷      | سلطان | درگذشت                      |
| ۶                            | السعید برکه                                                 |                                           | ۳ ژوئیه ۱۲۷۷      | اوت ۱۲۷۹          | سلطان | کناره‌گیری کرد               |
| ۷                            | سلامش                                                       | No image available                        | اوت ۱۲۷۹          | نوامبر ۱۲۷۹       | سلطان | خلع شد                      |
| ۸                            | منصور قلاوون                                                | پرونده:Silver dirham of سلطان Qalawun.jpg | نوامبر ۱۲۷۹       | ۱۰ نوامبر ۱۲۹۰    | سلطان | درگذشت                      |
| ۹                            | الاشرف خلیل                                                 |                                           | ۱۲ نوامبر ۱۲۹۰    | ۱۲ دسامبر ۱۲۹۳    | سلطان | ترور شد                     |
| ۱۰                           | الناصر محمد (First Reign)                                   |                                           | 14 December 1293  | December 1294     | سلطان | خلع شد                      |
| ۱۱                           | al-Adil Zein al-Din Katubgha                                | No image available                        | دسامبر ۱۲۹۴       | ۷ دسامبر ۱۲۹۶     | سلطان | فرار کرد                    |
| ۱۲                           | al-Mansour Hossam al-Din Lajin                              |                                           | ۷ دسامبر ۱۲۹۶     | ۱۶ ژانویه ۱۲۹۹    | سلطان | ترور شد                     |
| -                            | الناصر محمد (Second Reign)                                  |                                           | ۱۶ ژانویه ۱۲۹۹    | مارس ۱۳۰۹         | سلطان | کناره‌گیری کرد               |
| ۱۳                           | al-Muzafar Rukn al-Din Baibars al-Jashnakir                 | No image available                        | آوریل ۱۳۰۹        | ۵ مارس ۱۳۱۰       | سلطان | Executed                    |
| -                            | الناصر محمد (Third Reign)                                   |                                           | ۵ مارس ۱۳۱۰       | ۶ ژوئن ۱۳۴۱       | سلطان | درگذشت                      |
| ۱۴                           | al-Mansour Saif al-Din Abu Bakr                             | No image available                        | ۸ ژوئن ۱۳۴۱       | August 1341       | سلطان | خلع شد                      |
| ۱۵                           | al-Ashraf Ala'a al-Din Kujuk                                | No image available                        | August 1341       | 21 January 1342   | سلطان | خلع شد                      |
| ۱۶                           | al-Nasir Shihab al-Din Ahmad                                | No image available                        | 21 January 1342   | 27 June 1342      | سلطان | خلع شد                      |
| ۱۷                           | al-Salih Imad al-Din Abu Ismail                             | No image available                        | 27 June 1342      | 3 August 1345     | سلطان | درگذشت                      |
| ۱۸                           | al-Kamil Seif al-Din Shaban                                 | No image available                        | 3 August 1345     | 18 September 1346 | سلطان | کشته شده                    |
| ۱۹                           | al-Muzafar Zein al-Din Hagi                                 |                                           | 18 September 1346 | 10 December 1347  | سلطان | کشته شده                    |
| ۲۰                           | al-Nasir Badr al-Din Abu al-Ma'aly al-Hassan (First Reign)  |                                           | دسامبر ۱۳۴۷       | 24 August 1351    | سلطان | خلع شد                      |
| ۲۱                           | al-Salih Salah al-Din Ben Mohamed                           |                                           | 21 August 1351    | 20 October 1354   | سلطان | Custody                     |
| -                            | al-Nasir Badr al-Din Abu al-Ma'aly al-Hassan (Second Reign) |                                           | 20 October 1354   | 16 March 1361     | سلطان | Disappeared /prob. کشته شده |
| ۲۲                           | al-Mansur Salah al-Din Mohamed Ben Hagi                     |                                           | 17 March 1361     | 28 May 1363       | سلطان | خلع شد for insanity         |
| ۲۳                           | Al-Ashraf Sha'ban                                           |                                           | 29 May 1363       | 15 March 1377     | سلطان | Executed                    |
| ۲۴                           | al-Mansur Ala-ad-Din Ali Ibn al-Ashraf Shaban               |                                           | 15 March 1377     | 19 May 1381       | سلطان | درگذشت in epidemic          |
| ۲۵                           | Al-Salih Hajji (First Reign)                                |                                           | 19 May 1381       | ۲۶ نوامبر ۱۳۸۲    | سلطان | کناره‌گیری کرد               |
| ممالیک برجی rule (1382-1389) |                                                             |                                           |                   |                   |       |                             |
| -                            | Al-Salih Hajji (Second Reign)                               |                                           | 1 June 1389       | January 1390      | سلطان | کناره‌گیری کرد               |

### ممالیک برجی(۱۳۸۲–۱۳۸۹, ۱۳۹۰–۱۵۱۷)
| #                            | نام                                             | تصویر              | شروع              | پایان             | عنوان | سرنوشت                                          |
| ---------------------------- | ----------------------------------------------- | ------------------ | ----------------- | ----------------- | ----- | ----------------------------------------------- |
| ۱                            | ظاهر سیف‌الدین برقوق                             |                    | 26 November 1382  | 1 June 1389       | سلطان | Captured and sent to کرک                        |
| ممالیک بحری rule (1389-1390) |                                                 |                    |                   |                   |       |                                                 |
| -                            | ظاهر سیف‌الدین برقوق (Second Reign)              |                    | 21 January 1390   | 20 June 1399      | سلطان | درگذشت                                          |
| ۲                            | Faraj bin Barquq (First Reign)                  |                    | 20 June 1399      | 20 September 1405 | سلطان | فرار کرد                                        |
| ۳                            | Abdul Aziz bin Barquq                           | No image available | 20 September 1405 | November 1405     | سلطان | درگذشت in custody                               |
| -                            | Faraj bin Barquq (Second Reign)                 |                    | November 1405     | 23 May 1412       | سلطان | خلع شد / کشته شده                               |
| ۴                            | مستعین                                          | No image available | 23 May 1412       | 6 November 1412   | خلیفه | Deposed                                         |
| ۵                            | Al-Mu'ayyad Shaykh al-Mahmudi                   |                    | 6 November 1412   | 13 January 1421   | سلطان | درگذشت                                          |
| ۶                            | al-Muzafar Abu al-Saadat Ahmad                  | No image available | 13 January 1421   | 29 August 1421    | سلطان | خلع شد                                          |
| ۷                            | Al-Zahir Sayf-ad-Din Tatar                      | No image available | 29 August 1421    | 30 November 1421  | سلطان | درگذشت                                          |
| ۸                            | as-Salih Nasir-ad-Din Muhammad                  | No image available | 30 November 1421  | 1 April 1422      | سلطان | خلع شد                                          |
| ۹                            | Sayf ad-Din Barsbay                             |                    | 1 April 1422      | 7 June 1438       | سلطان | درگذشت                                          |
| ۱۰                           | Jamal ad-Din Abu al-Mahasin Yusuf               | No image available | 7 June 1438       | 9 September 1438  | سلطان | خلع شد                                          |
| ۱۱                           | Sayf ad-Din Jaqmaq                              |                    | 9 September 1438  | 1 February 1453   | سلطان | خلع شد                                          |
| ۱۲                           | Al-Mansur Fakhr-ad-Din Uthman                   | No image available | 1 February 1453   | 15 March 1453     | سلطان | خلع شد                                          |
| ۱۳                           | Sayf ad-Din Inal                                |                    | 15 March 1453     | 26 February 1461  | سلطان | کناره‌گیری کرد due to illness and درگذشت         |
| ۱۴                           | Al-Mu'ayyad Shihab al-Din Ahmad                 | No image available | 26 February 1461  | 28 June 1461      | سلطان | خلع شد                                          |
| ۱۵                           | Khushqadam                                      |                    | 28 June 1461      | 9 October 1467    | سلطان | درگذشت                                          |
| ۱۶                           | Sayf ad-Din Bilbay                              | No image available | 9 October 1467    | 4 December 1467   | سلطان | خلع شد and درگذشت in custody                    |
| ۱۷                           | Timurbugha                                      | No image available | 4 December 1467   | 31 January 1468   | سلطان | خلع شد                                          |
| ۱۸                           | Sayf ad-Din Qa'itbay                            |                    | 31 January 1468   | 7 August 1496     | سلطان | Abdicated to his son                            |
| ۱۹                           | al-Nasir Abu al-Sa'adat Muhammad (First Reign)  | No image available | 7 August 1496     | ۱۴۹۷              | سلطان | Deposed                                         |
| ۲۰                           | Qansuh Khumsama'ah                              | No image available | ۱۴۹۷              | ۱۴۹۷              | سلطان | فرار کرد and disappeared                        |
| -                            | al-Nasir Abu al-Sa'adat Muhammad (Second Reign) | No image available | ۱۴۹۷              | 31 October 1498   | سلطان | ترور شد                                         |
| ۲۱                           | az-Zahir Qansuh al-Ashrafi                      | No image available | 31 October 1498   | 30 June 1500      | سلطان | Abdicated                                       |
| ۲۲                           | al-Ashraf Janbalat                              | No image available | 30 June 1500      | 25 January 1501   | سلطان | خلع شد                                          |
| ۲۳                           | Sayf ad-Din Tumanbay                            | No image available | 25 January 1501   | 20 April 1501     | سلطان | Deposed and executed                            |
| ۲۴                           | قانصوه غوری                                     |                    | 20 April 1501     | 24 August 1516    | سلطان | کشته شده در نبرد مرج دابق                       |
| ۲۵                           | Tuman bay II                                    |                    | 17 October 1516   | 15 April 1517     | سلطان | Executed by the امپراتوری عثمانی سلطان سلیم یکم |